# Folschette
Folschette (lb. Folscht, Foulscht; niem. Folscheid) – wieś (Uertschaft) w zachodnim Luksemburgu, w kantonie Redange, w gminie Rambrouch. Do 3 października 2015 miejscowość leżała w dystrykcie Diekirch, a do 26 lipca 1978 samodzielna gmina. Liczy 473 mieszkańców (31 grudnia 2022). 